# Sarah Tait
Sarah Anne Tait (* 23. Januar 1983 in Perth als Sarah Anne Outhwaite; † 3. März 2016 in Melbourne) war eine australische Ruderin. Sie gewann einen Weltmeistertitel und eine olympische Silbermedaille.

## Sportliche Karriere
Sarah Outhwaite gewann bei den Junioren-Weltmeisterschaften 2000 die Silbermedaille im Vierer ohne Steuerfrau. 2002 erruderte sie in der gleichen Bootsklasse den Titel bei den U23-Weltmeisterschaften, 2003 siegte sie im Doppelzweier. 2004 trat sie mit dem australischen Achter an und belegte den sechsten Platz bei den Olympischen Spielen in Athen. Bei den Weltmeisterschaften 2005 in Gifu gewann sie den Titel im Achter und belegte zusammen mit Natalie Bale den zweiten Platz im Zweier ohne Steuerfrau. Nach einem vierten Platz mit dem Achter bei den Weltmeisterschaften 2007 belegte sie bei den Olympischen Spielen 2008 ein zweites Mal den sechsten Platz mit dem Achter.
Nachdem sie 2009 pausiert hatte und Mutter geworden war, kehrte sie 2010 auf die Regattastrecken zurück. Zusammen mit Phoebe Stanley belegte sie im Zweier ohne Steuerfrau den vierten Platz bei den Weltmeisterschaften 2010. Bei den Weltmeisterschaften 2011 gewann sie zusammen mit Kate Hornsey die Bronzemedaille im Zweier ohne Steuerfrau hinter den Booten aus Neuseeland und dem Vereinigten Königreich. Hornsey und Tait traten auch gemeinsam bei den Olympischen Spielen 2012 in London an, die Australierinnen gewannen Silber hinter den Britinnen und vor den Weltmeisterinnen aus Neuseeland.
Die 1,80 m große Sarah Tait ruderte für den Swan River Rowing Club in Perth und später für den Mercantile Rowing Club aus Melbourne. Nachdem im März 2013 Gebärmutterhalskrebs diagnostiziert worden war, beendete sie im Februar 2014  ihre Karriere. In der Folgezeit unterzog sie sich einer Radiochemotherapie.

## Privates
Ihr Vater Simon Outhwaite war Australian-Rules-Fußballer. Ihr Cousin David Crawshay war ebenfalls Olympiateilnehmer im Rudern. Sarah Tait war mit dem Rudertrainer Bill Tait verheiratet, mit dem sie 2010 eine Tochter und 2013 einen Sohn bekam. Im März 2016 erlag sie im Alter von 33 Jahren den Folgen ihres Krebsleidens.